# Modello concettuale del sito
Il modello concettuale del sito (in acronimo MCS) è il modello da cui parte l'analisi di rischio di un sito inquinato. L'MCS è basato sull'individuazione e parametrizzazione matematica dei 3 elementi principali:
- la sorgente di contaminazione;
- i percorsi di migrazione degli inquinanti attraverso le matrici ambientali (falda, catena alimentare, ecc.);
- i bersagli o recettori della contaminazione nel sito o nel suo intorno.

Esiste un rischio per la salute umana unicamente nel caso in cui i tre elementi siano presenti e collegati.